# Toana craspedica
Toana craspedica là một loài bướm đêm trong họ Noctuidae.